# قسطین‌لار
قسطین‌لار، روستایی از توابع بخش رودبار شهرستان شهرستان قزوین در استان قزوین ایران است. مساحت این روستا ۱۵۰۳٫۵ هکتار می‌باشد، که ۹۵۶٫۵ هکتار از اراضی جزء منابع ملی و ۵۴۷ هکتار جزو مستحدثات و مستثنیات می‌باشد. حداقل ارتفاع روستا از سطح دریا ۱۵۰۰ متر و حداکثر ارتفاع آن ۲۵۴۸ متر و ارتفاع متوسط آن ۱۷۵۰ متر می‌باشد. زبان ساکنان قسطین لار فارسیبوده و نام خانوادگی اکثر اهالی روستا نیز فارسی و رشوندی می‌باشد و به همین علت با روستاهای تات زبان الموت و تُرک زبان دهستان اقبال‌شرقی تفاوت‌های زبانی و قومی زیادی دارند، امّا لهجه مردم روستا تاحدودی متفاوت از لهجه  قزوینی است. کشاورزی ساکن شغل غالب اهالی روستا می‌باشد.

## زمین‌شناسی
منطقه قسطین لار از نظر تقسیمات و زون بندی زمین‌شناسی ایران، در زون البرز-آذربایجان قرار دارد که خود جزئی از کوه‌های البرز غربی است. این زون شامل سنگ‌های باسن پرکامبرین تا عهد حاضر می‌باشد. اما عمده سنگ‌های این منطقه را سنگ‌های سازند کرج تشکیل می‌دهند که نسبت به سایر سازندها گسترش بیشتری دارند و توالی آن‌ها تشکیل شده از گدازه‌ها و توف‌های متنوع همراه مقادیر کمتری از ماسه سنگ‌ها و ستون‌های آهکی. سنگ‌های سازند کرج با یک ناپیوستگی مشخص بر روی سنگ‌های قدیمی‌تر قرار می‌گیرند.

## محصولات
محصولات عمده این روستا گیلاس، فندق، گردو، آلبالو و انگور است. مطابق لیست فلوراستیک کلیه گونه‌های صنعتی و دارویی مشخص شده‌اند که گونه‌های مهم آن عبارتند از: دارویی: ورک - کما - آویشن - شیرازی - میخک - بومادران - خرگوشک و صنعتی: کما - گون، خوراکی: زالزالک (یمیشان) دارای میوه خوراکی

## جمعیت
این روستا در دهستان رودبار محمد زمانی قرار دارد و براساس سرشماری مرکز آمار ایران در سال ۱۳۸۵، جمعیت آن ۱۷۵ نفر (۵۰خانوار) بوده است.